# Eupithecia leuca
Eupithecia leuca är en fjärilsart som beskrevs av Karl Dietze 1913. Eupithecia leuca ingår i släktet Eupithecia och familjen mätare. Inga underarter finns listade i Catalogue of Life.